# Torneio Extra de Porto Alegre de 1947
O Torneio Extra de Porto Alegre de 1947, foi a 3ª edição da competição na cidade de Porto Alegre.

## Participantes
| Equipe                           |
| -------------------------------- |
| Esporte Clube Cruzeiro           |
| Grêmio Esportivo Força e Luz     |
| Grêmio Foot-Ball Porto Alegrense |
| Sport Club Internacional         |
| Nacional Atlético Clube          |
| Grêmio Esportivo Renner          |
| Esporte Clube São José           |

## Classificação
| Pos | Equipes                 | Pts | J | V | E | D | GM | GS | SG  |
| --- | ----------------------- | --- | - | - | - | - | -- | -- | --- |
| 1   | Renner                  | 12  | 7 | 6 | 0 | 1 | 24 | 14 | 10  |
| 2   | Internacional           | 10  | 7 | 5 | 0 | 2 | 22 | 11 | 11  |
| 3   | Grêmio                  | 8   | 6 | 4 | 0 | 2 | 15 | 10 | 5   |
| 4   | Cruzeiro-RS             | 8   | 6 | 4 | 0 | 2 | 17 | 13 | 4   |
| 5   | Força e Luz             | 4   | 6 | 2 | 0 | 4 | 14 | 19 | –5  |
| 6   | Nacional Atlético Clube | 1   | 6 | 0 | 1 | 5 | 7  | 21 | –14 |
| 7   | São José-RS             | 1   | 6 | 0 | 1 | 5 | 10 | 21 | –11 |

## Partidas
| 9 de abril | São José-RS     | 2 – 4 | Cruzeiro-RS                    |                     |
|            | Cespedes · Sadi |       | Luizinho , · Wilson · Saladuro | Renda: Cr$ 3.691,00 |

| 12 de abril | Renner                              | 5 – 2 | Nacional | Passo d'Areia, Porto Alegre                   |
|             | Nirinho , · Hormar · Ruy Motorzinho | [ 1 ] | Jorge ,  | Renda: Cr$ 3.122,00 Árbitro: RS Oswaldo Rolla |

| 13 de abril | Grêmio                                     | 6 – 3 | Cruzeiro-RS              | Timbaúva, Porto Alegre                         |
|             | Cordeiro , · Bentevi , · Massinha · Beresi | [ 2 ] | Luizinho · Waldir · Godo | Renda: Cr$ 43.676,00 Árbitro: RS Oswaldo Rolla |

| 16 de abril | Renner                            | 4 – 5 | Internacional                              | Montanha, Porto Alegre                                        |
|             | Nirinho · Hormar · Guido · Medina |       | Carlitos , · Tesourinha · Viana · Villalba | Renda: Cr$ 14.724,00 Árbitro: RS Joaquim Rodrigues de Almeida |

| 19 de abril | São José-RS | 1 – 1 | Nacional | Tiradentes, Porto Alegre                                     |
|             | Ivo         | [ 3 ] | Jorge    | Renda: Cr$ 2.342,00 Árbitro: RS Joaquim Rodrigues de Almeida |

| 20 de abril | Renner                                                          | 4 – 2 | Força e Luz            | Chácara das Camélias, Porto Alegre             |
|             | Ruy Motorzinho 27' (pen.) · Heitor 49' · Guido 51' · Hormar 60' | [ 4 ] | Nadir 57' · Fogosa 58' | Renda: Cr$ 7.673,00 Árbitro: RS Dirceu Bezerra |

| 23 de abril | Grêmio             | 3 – 0 | Nacional | Montanha, Porto Alegre                        |
|             | Massinha , · Hélio | [ 5 ] |          | Renda: Cr$ 8.846,00 Árbitro: RS Oswaldo Rolla |

| 26 de abril | Internacional                                 | 4 – 3 | São José-RS             | Chácara das Camélias, Porto Alegre                      |
|             | Tesourinha 3', 8' · Villalba 52' · Rebolo 75' | [ 6 ] | Sadi 28', 38' · Ivo 39' | Renda: Cr$ 11.539,00 Árbitro: RS Aparício Viana e Silva |

| 27 de abril | Cruzeiro-RS                                              | 5 – 1 | Nacional      | Timbaúva, Porto Alegre                          |
|             | Luizinho 3' · Waldir 10', 16', 52' · Saladuro 72' (pen.) | [ 7 ] | Carlinhos 58' | Renda: Cr$ 5.580,00 Árbitro: RS Homero Carvalho |

| 30 de abril | São José-RS          | 2 – 4 | Força e Luz            |                     |
|             | Rui Macedo · Elpidio |       | Fogosa , · De Camillis | Renda: Cr$ 1.737,00 |

| 1 de maio | Internacional                                            | 4 – 0 | Grêmio | Timbaúva, Porto Alegre                          |
|           | Joni 14' · Tesourinha 51' · Villalba 61' · Adãozinho 76' | [ 8 ] |        | Renda: Cr$ 166.480,00 Árbitro: RS Oswaldo Rolla |

| 4 de maio | São José-RS           | 2 – 5 | Renner                                              | Eucaliptos, Porto Alegre                      |
|           | Sadi 70' · Polaco 85' | [ 9 ] | Hormar 8', 9', 39' · Guido 40' · Ruy Motorzinho 73' | Renda: Cr$ 5.062,00 Árbitro: RS Oswaldo Rolla |

| 7 de maio | Cruzeiro-RS | 1 – 0  | Internacional | Baixada, Porto Alegre                                   |
|           | Luizinho 5' | [ 10 ] |               | Renda: Cr$ 49.441,00 Árbitro: RS Aparício Viana e Silva |

| 10 de maio | Grêmio                     | 2 – 1  | Força e Luz | Passo d'Areia, Porto Alegre                  |
|            | Segura 18' · Touguinha 75' | [ 11 ] | Nino 19'    | Renda: Cr$ 19.219,00 Árbitro: RS Romeu Viola |

| 14 de maio | Internacional                    | 3 – 0  | Nacional | Montanha, Porto Alegre                                       |
|            | Carlitos 15', 35' · Villalba 39' | [ 12 ] |          | Renda: Cr$ 3.287,00 Árbitro: RS Joaquim Rodrigues de Almeida |

| 15 de maio | Grêmio  | 1 – 2  | Renner    | Montanha, Porto Alegre                         |
|            | Bentevi | [ 13 ] | Nirinho , | Renda: Cr$ 35.255,00 Árbitro: RS José Carvalho |

| 24 de maio | Cruzeiro-RS                                | 3 – 2  | Força e Luz    | Timbaúva, Porto Alegre                         |
|            | Saladuro 32' (pen.) · Wilson 54' · Juvenal | [ 14 ] | Nadir · Fogosa | Renda: Cr$ 8.456,00 Árbitro: RS Dirceu Bezerra |

| 25 de maio | Grêmio                      | 3 – 0  | São José-RS | Tiradentes, Porto Alegre                                |
|            | Hélio 18', 89' · Beresi 23' | [ 15 ] |             | Renda: Cr$ 16.780,00 Árbitro: RS Aparício Viana e Silva |

| 31 de maio | Nacional                   | 3 – 4  | Força e Luz                                             | Eucaliptos, Porto Alegre                                                |
|            | Jorge 7', 61' · Walter 40' | [ 16 ] | Fogosa 9' · De Camillis 43' · Nadir 54' · Alegretti 59' | Público: 806 Renda: Cr$ 758,00 Árbitro: RS Joaquim Rodrigues de Almeida |

| 1 de junho | Cruzeiro-RS    | 1 – 2  | Renner                  | Passo d'Areia, Porto Alegre                    |
|            | Lombardini 75' | [ 17 ] | Medina 18' · Hormar 72' | Renda: Cr$ 36.781,00 Árbitro: RS Oswaldo Rolla |

| 5 de junho | Internacional                       | 5 – 1  | Força e Luz | Baixada, Porto Alegre                                         |
|            | Carlitos 35', 48', 85' · Tesourinha | [ 18 ] | Nino 49'    | Renda: Cr$ 29.410,00 Árbitro: RS Joaquim Rodrigues de Almeida |

### Desempate
| 8 de junho | Renner                  | 2 – 1  | Internacional | Timbaúva, Porto Alegre                         |
|            | Hormar 7' · Nirinho 30' | [ 19 ] | Villalba 44'  | Renda: Cr$ 62.300,00 Árbitro: RS Oswaldo Rolla |

- Renner: Ewerton; Pedro e Bedeu; José, Neco (Badanha) e Heitor; Nirinho, Hormar (Cabano), Guido, Ruy Motorzinho e Medina.
- Internacional: Ivo; Alfeu e Nena; Viana, Táboa e Abigail; Tesourinha, Villalba, Adãozinho, Fandiño (Eliseu) e Carlitos.

## Premiação
| Torneio Extra de Porto Alegre de 1947 |
| ------------------------------------- |
| Renner Campeão (1º título)            |

## Artilheiros
| Pos. | Jogador    | Equipe        | Gols |
| ---- | ---------- | ------------- | ---- |
| 1    | Hormar     | Renner        | 8    |
| 1    | Carlitos   | Internacional | 8    |
| 3    | Nirinho    | Renner        | 7    |
| 4    | Fogosa     | Força e Luz   | 6    |
| 5    | Luizinho   | Cruzeiro-RS   | 5    |
| 5    | Tesourinha | Internacional | 5    |
| 5    | Villalba   | Internacional | 5    |
| 5    | Jorge      | Nacional      | 5    |
| 9    | Waldir     | Cruzeiro-RS   | 4    |
| 9    | Sadi       | São José-RS   | 4    |